# Welfenschloss Münden

Modell des Welfenschloss Münden im unvollendeten Bauzustand um 1590; rechts, Ansicht von Tillyschanze

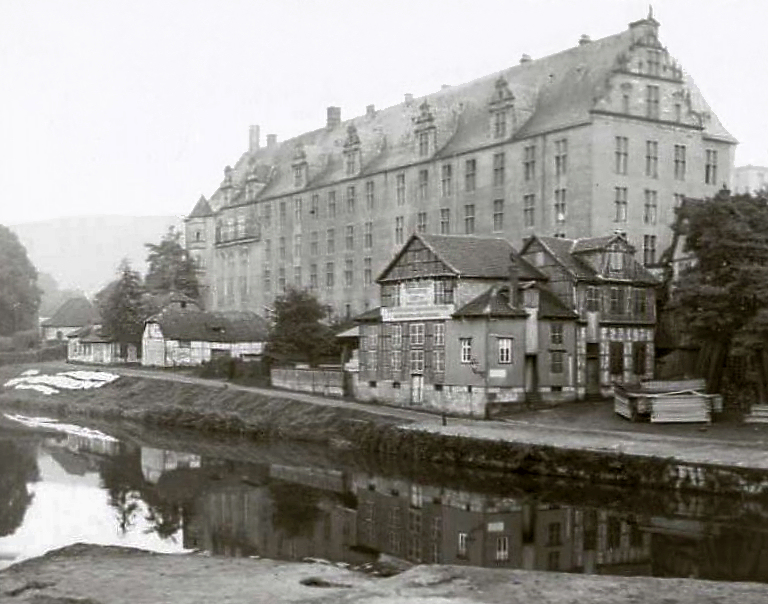
Ansicht mit der Werra, um 1910

Das Welfenschloss Münden ist ein früheres Schloss in Hann. Münden in Südniedersachsen, das in die mittelalterliche Stadtbefestigung Münden einbezogen war. Die heute aus zwei Gebäudeflügeln bestehende Schlossanlage wurde ab 1501 von Herzog Erich I. von Braunschweig-Lüneburg als Residenzschloss mit Verwaltungssitz im gotischen Stil errichtet, wobei eine Vorgängeranlage als mittelalterliche Burg anzunehmen ist. Als das Welfenschloss 1560 durch einen Brand zerstört wurde, ließ es Herzog Erich II. ab 1571 im Stil der Weserrenaissance bzw. niederländischen Renaissance als Vierflügelanlage wieder aufbauen. Bei seinem Tod 1584 war der Bau unvollendet und verlor an Bedeutung, da die welfischen Landesherren es nur noch vereinzelt als Aufenthaltsort nutzten. Nach Zerstörungen im Dreißigjährigen Krieg wurde das Schloss als Kaserne und später als Kornspeicher genutzt. Heute ist es Sitz öffentlicher Einrichtungen.

## Lage
Das Schloss befindet sich im nordöstlichen Teil der Altstadt von Hann. Münden nahe dem südlichen Ufer der Werra mit dem Blümer Werder. Es ist auf einer leichten Erhöhung errichtet worden, die deutlich über dem Niveau der Altstadt und damit relativ hochwassergesichert liegt. Etwa 200 Meter flussabwärts liegt der Zusammenfluss von Werra und Fulda zur Weser.

## Vorgängeranlage
Über eine Vorgängeranlage des ab dem Jahr 1501 errichteten Schlosses bestehen keine gesicherten Erkenntnisse. Eine vorherige Befestigungsanlage ist anzunehmen, da Aufenthalte welfischer Landesfürsten in Münden seit 1247 bezeugt sind. Es wird vermutet, dass zunächst ein befestigter Vorposten entstand, der eine Furt durch die Werra sicherte, woraus sich im Laufe der Zeit eine Burganlage entwickelte. Mit der ersten urkundlichen Erwähnung von Münden um 1180 wird auch eine Burg genannt, deren Aussehen und Standort aber nicht bekannt ist. Einen weiteren indirekten Hinweis gibt es aus dem Jahr 1247, als im Stadtrechtsprivileg von Herzog Otto dem Kind drei „milites de castro“ als Zeugen erscheinen.  Zu einem möglichen Vorgängerbau des Welfenschlosses besteht die Legende, dass Otto von Northeim 1070 an dieser Stelle eine Burg erbaut habe, da beim Neuaufbau ab 1560 im Fundament ein datierter Grundstein gefunden worden sei.

## Baubeschreibung

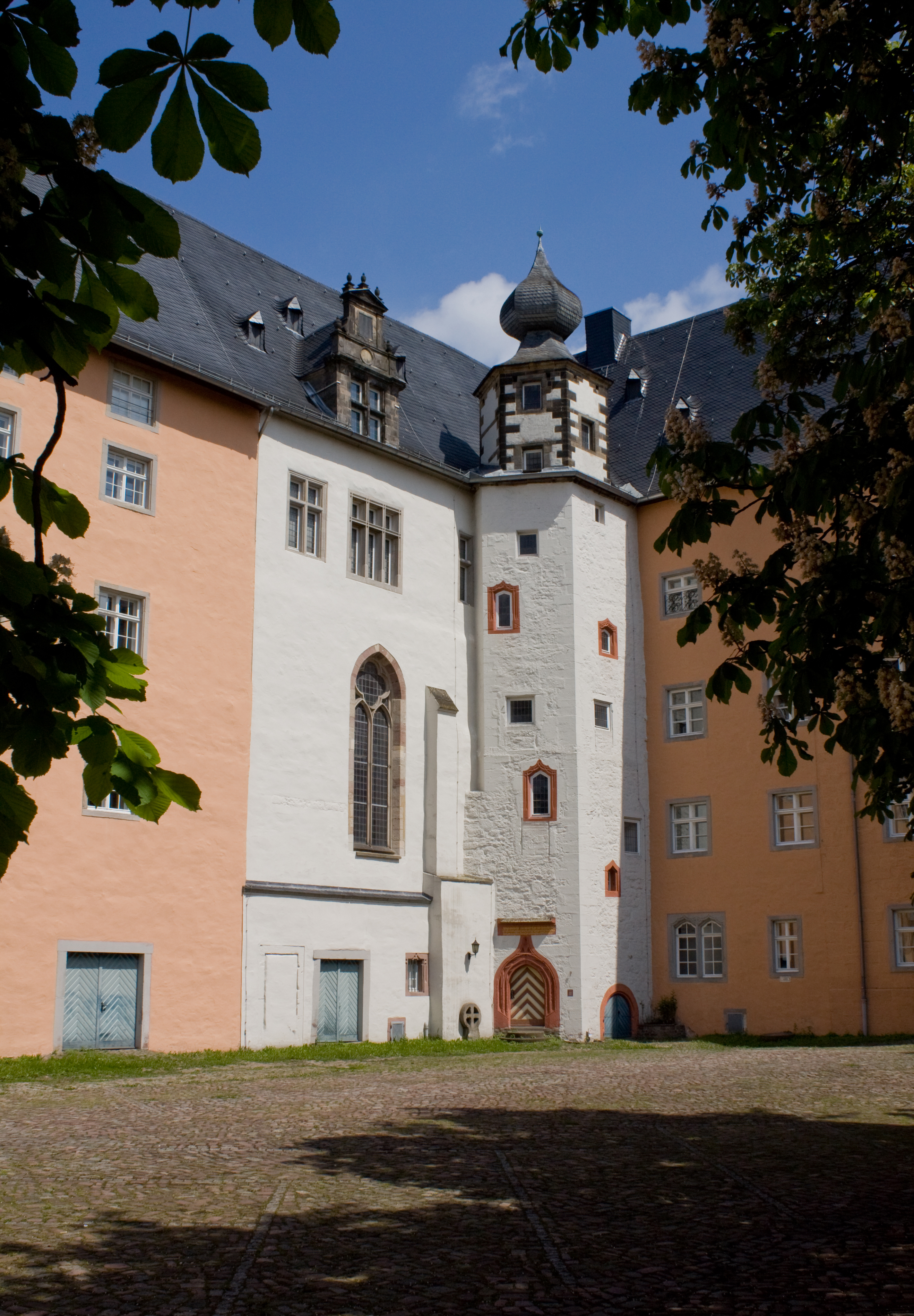
Treppenturm zwischen dem Nord- und dem Ostflügel, daneben die ebenfalls weiß getünchte Schlosskapelle

Beim Welfenschloss Münden handelt es sich um einen um 1571 ursprünglich als Vierflügelanlage konzipierten weitgehenden Schlossneubau an Stelle einer älteren Anlage. Heute weist die Anlage zwei Gebäudeflügel auf, da der Südflügel 1849 abgebrannt ist und der Westflügel nie über den Ansatz des Treppenhauses hinauskam. Der etwa 95 Meter lange und rund 15 Meter tiefe Nordflügel, der parallel zur Werra verläuft, wird als Werra-Flügel bezeichnet. Er ist mit seinem Westgiebel aus den 1570er Jahren der schmuckreichste Teil des Schlosses. Der Giebel weist Zierobeliske, Kugeln, Figuren und ein heraldisches Zeichen von Erich II. auf. Im Nordflügel liegen neben dem Treppenturm einer älteren Bauphase die über zwei Geschosse gehende Räumlichkeiten der Schlosskapelle. An das freie Ende des Nordflügels ist ein kurzes Gebäude mit Treppenhaus stummelartig angesetzt, das Westflügel genannt wird. An den Nordflügel steht im rechten Winkel zum etwa 55 Meter langen und rund 12 Meter tiefen Ostflügel, der einen Turm an der Südostecke aufweist. Zwischen den Flügeln befindet sich am Schnittpunkt ein spätgotischer Treppenturm. Der Nord- und der Ostflügel wurden ab den 1570er Jahren über alle Stockwerke durch eine hölzerne Galerie erschlossen. Sie ist heute nicht mehr vorhanden.
Die Gebäudedächer sind mit Zwerchhäusern versehen, die aber nicht beherrschend sind, wie bei späteren Bauten der Weserrenaissance. Die Traufhöhe der Gebäude beträgt rund 19 Meter, die Firsthöhe liegt bei etwa 28 Meter. Der frühere Schlosshof wird heute nach Süden durch eine flache Mauer begrenzt, bei der es sich um den unteren Bereich der Außenwand des im 19. Jahrhundert abgebrannten Südflügels handelt.
Die Fassaden des Schlosses sind heute in einem rosa Farbton gestrichen. Die Fensterumrandungen setzen sich davon in grau ab. Diese Farbgebung wird zumindest für den Innenhof als ursprünglich angesehen, da bei einer restauratorischen Untersuchung 1980 eine rosa Putzfläche und eine graue Fensterumrahmung aus der Zeit um 1540 festgestellt wurden.
Im nordöstlichen Bereich des Schlosses befinden sich im zweiten und dritten Stockwerk, übereinander liegend, zwei Renaissancegemächer mit flächendeckenden Wandmalereien, die im Rahmen von Führungen besichtigt werden können. Sie wurden in Inventaren des 17. Jahrhunderts als Römergemach und als Gemach Zum Weißen Ross bezeichnet, bei dem unteren Weißen Ross handelte es sich ursprünglich um die Ratsstube des Herzogs. Die Räume sind während der zweiten Phase des Wiederaufbaus des Schlosses ausgemalt worden, wie die Jahreszahl 1574 auf dem Kamin des Römergemaches nahelegt. Motive sind biblische Figuren und antike römische Helden innerhalb einer aufgemalten Scheinarchitektur. Die Malereien zählen zu den wenigen aus dieser Zeit erhaltenen Darstellungen in Norddeutschland. In den frühen 1580er Jahren hielt sich der hessische Hofmaler Caspar van der Borcht in Münden auf, der auch an der Ausgestaltung verschiedener hessischer Schlösser beteiligt war. Die lange übertüncht gewesenen Wandmalereien sind erst Ende des 19. Jahrhunderts wiederentdeckt worden. Die Restaurierung der Malereien des Römergemachs, die unterschiedlich gut erhalten waren, dauerte von 1968 bis 1974 an. In weiteren Räumen sind Reste wohl zeitgleicher Ausmalungen erhalten.
Die Restaurierung beider Gemächer mit der Wiederherrichtung der Böden- und Deckenbereiche begann 1960 und wurde 1986 abgeschlossen.
Von den ursprünglich reichen Ausmalungen des Schlosses sind nur geringe Reste erhalten, darunter im „Lepanto-Saal“ ein restauriertes Bildnis der Seeschlacht von Lepanto von 1571.

## Geschichte

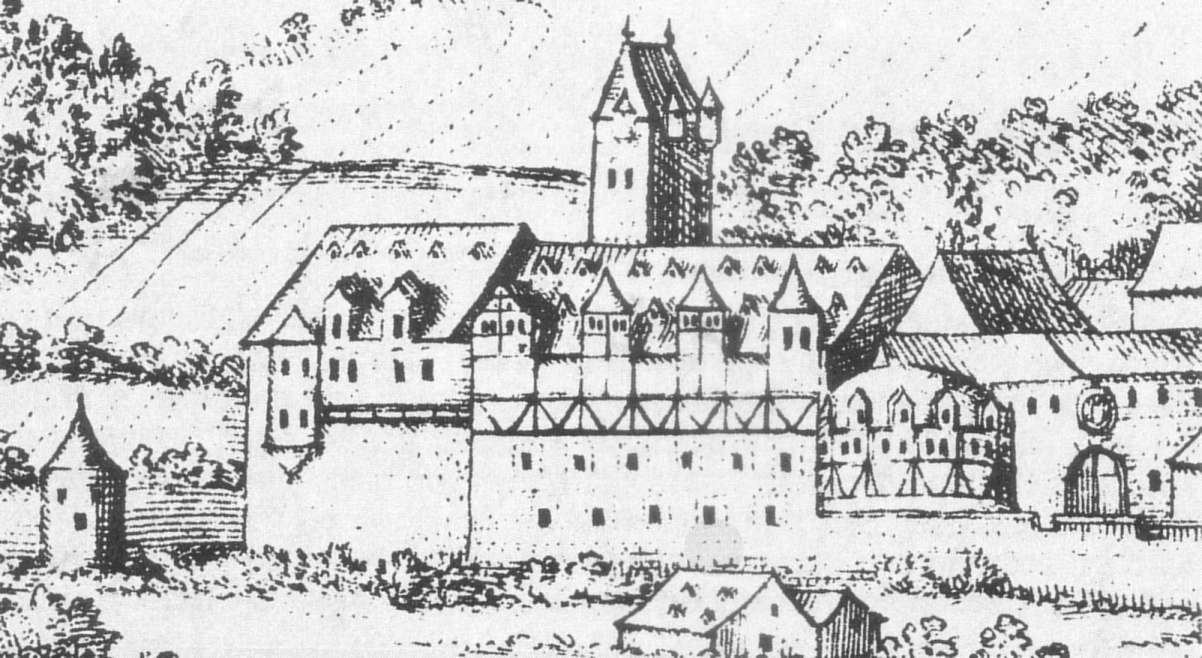
Erster Schlossbau um 1560 im gotischen Stil

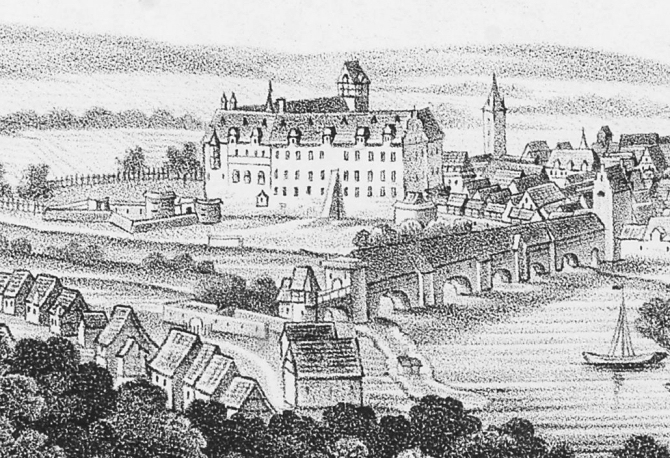
Zweiter Schlossbau um 1653 im Stil der frühen Weserrenaissance, Merian-Stich

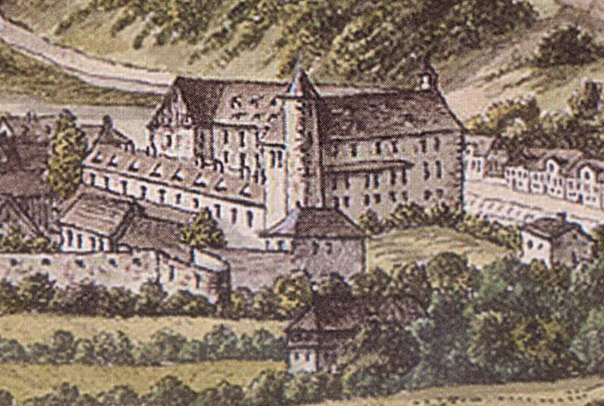
Das Schloss 1787, noch mit dem 1849 abgebrannten niedrigen Südflügel

Der älteste Hinweis zur Erbauung findet sich als Inschrift am Treppenturm der Schlossanlage. Danach soll Herzog Erich I. den nordöstlichen Schlossbereich 1501 umgebaut und auch wieder aufgebaut haben. Vermutlich lag aber die Hauptbauzeit in den Jahren um 1517 bis 1524, wie noch erhaltene Balken und ein Rechnungsbuch nachlegen. 1525 heiratete er Elisabeth von Brandenburg, die ihr halbes Leben im Schloss verbrachte. Nach Erichs Tod 1540 übernahm sie für fünf Jahre vormundschaftlich die Regentschaft über das Fürstentum Calenberg-Göttingen für ihren minderjährigen Sohn Erich II. Diese Zeit nutzte Elisabeth zur Durchsetzung der Reformation im Fürstentum. 1553 nach dem Sieg Herzog Heinrich des Jüngeren in der Schlacht bei Sievershausen musste sie das Schloss verlassen. Nach ihrem Weggang übernahm ihr Sohn Herzog Erich II. das Schloss, der seine Jugend und Kindheit darin verbracht hatte.
Während der Abwesenheit Herzog Erichs II. in Spanien brannte am 1. April 1560 das Schloss größtenteils nieder. Der Herzog ließ das Schloss wieder aufbauen. Nach ersten Arbeiten zur Wiederherstellung der wichtigsten Räume im Ostflügel 1561 begann erst ab 1571 ein großer Bauabschnitt auf der Nordseite des Hofes, der der Anlage ihr heutiges Erscheinungsbild gab und beim Tode 1584 des Herzogs noch nicht vollendet war.
Durch Erichs Tod erlosch sein Geschlecht und sein verschuldetes Fürstentum fiel an die Wolfenbütteler Linie der Welfen. Damit verlor Münden 1584 seinen Status als Residenzstadt, den es seit 1498 als Residenz des Fürstentums Calenberg-Göttingen innegehabt hatte. Nach der Residenzzeit blieb das Schloss als fürstliches Haus eingerichtet. Über die Belegung des Schlosses ohne Residenzstatus liegen nur spärliche Hinweise vor, die für eine laufende Instandhaltung sprechen. Die nachfolgenden Landesherren der Wolfenbütteler Linie residierten nicht von Schloss Münden aus, aber hielten sich dort zu bestimmten Anlässen auf, wie zu ihrer Huldigung durch die Mündener Bürger. Direkter Nachfolger Erichs war sein Neffe Herzog Julius von Braunschweig-Wolfenbüttel, der die Huldigung 1585 im Schloss entgegennahm. Nach seinem Tod 1589 ging das Schloss auf seinen Sohn Heinrich Julius über, der dort 1599 Landtag abhielt. Als Landesherr bewohnte er das Schloss nicht dauerhaft; es sind lediglich Jagdaufenthalte in den Jahren 1591 und 1592 überliefert. Der Sohn und Nachfolger von Heinrich Julius, Friedrich Ulrich, ließ sich ebenfalls von den Mündener Bürger huldigen.

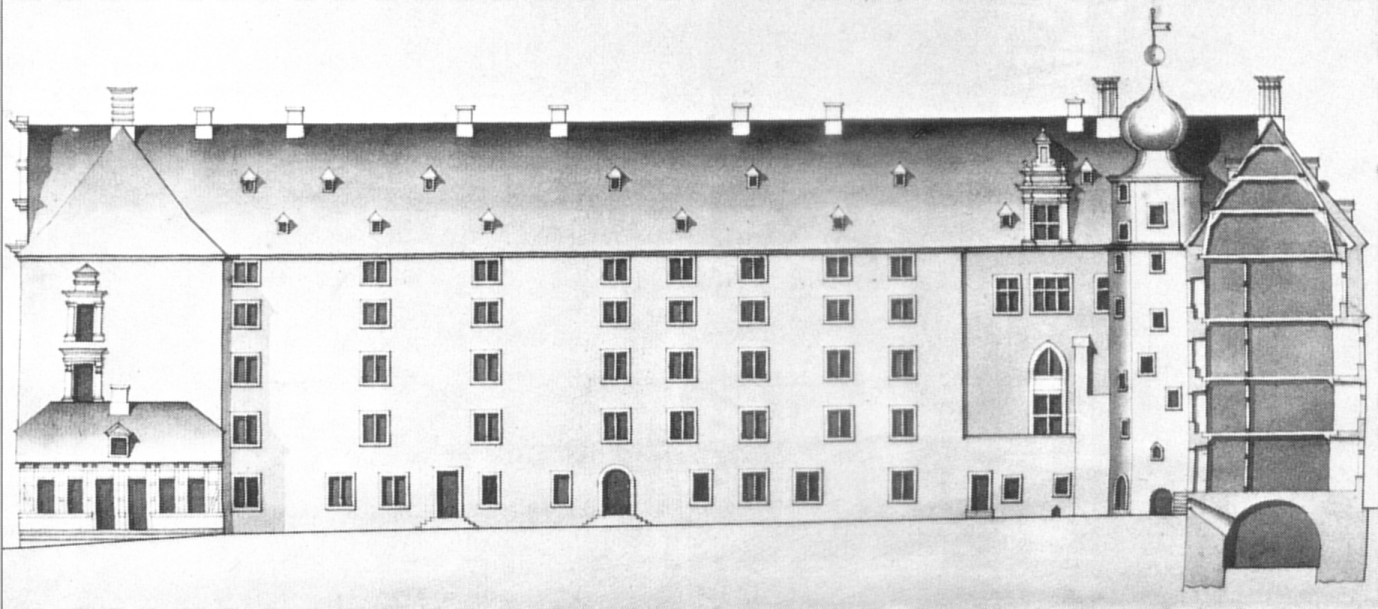
Seitenansicht des Schlossbaus, 1776

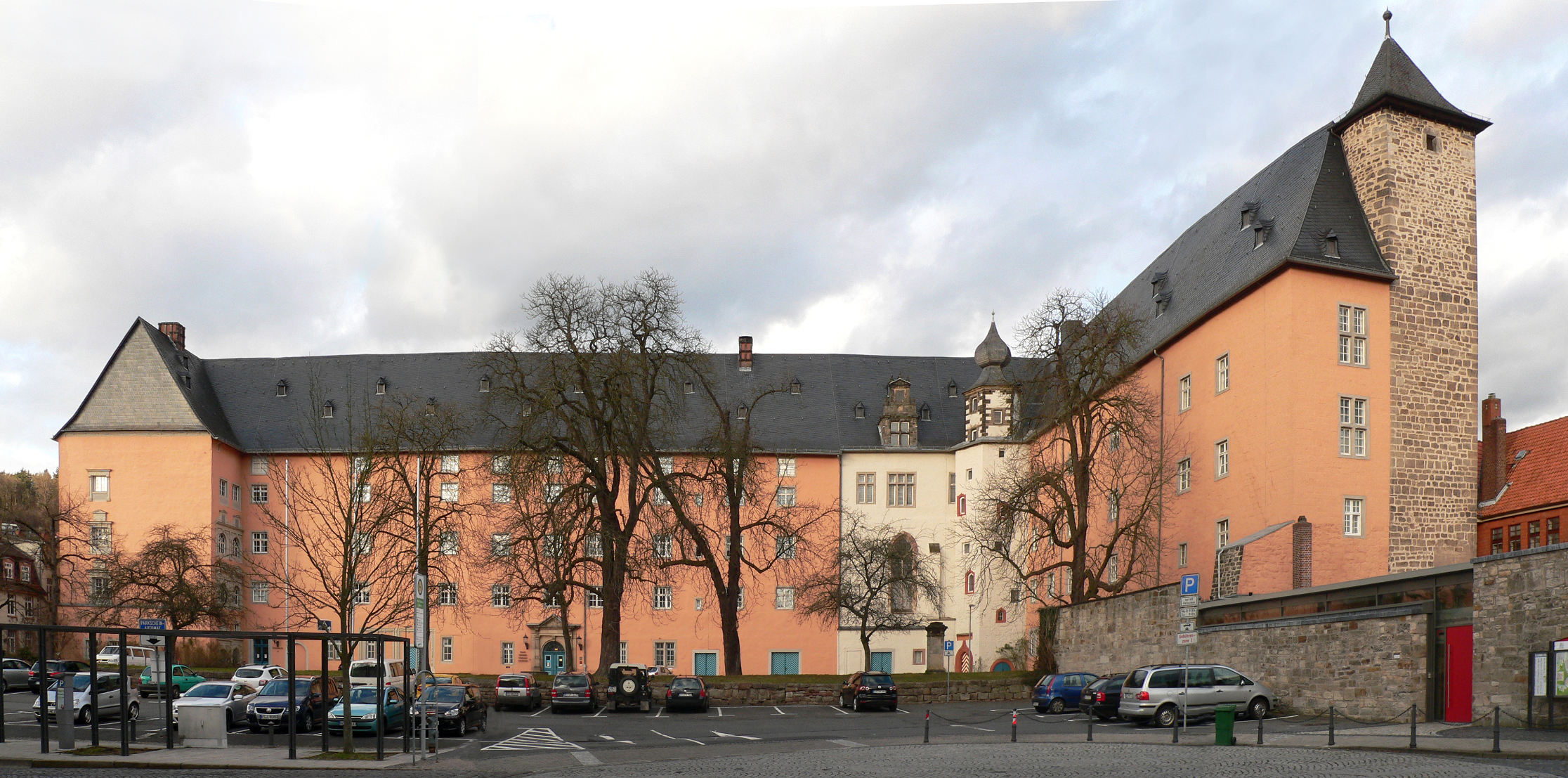
Heutige Ansicht aus derselben Perspektive

Bei der Einnahme Mündens 1626 im Dreißigjährigen Krieg verwüsteten die von Johann T’Serclaes von Tilly geführten Truppen das Schloss so schwer, dass keine Hofhaltung mehr möglich war.
Als sich König Georg II. von England, zugleich Kurfürst von Braunschweig-Lüneburg, im Jahre 1729 in seinem Stammland aufhielt, besuchte er Münden. Dabei ordnete er den Umbau des Schlosses zur Kaserne an. Nach mehrjährigen Umbauarbeiten wurde 1741 im Schloss ein Regiment Soldaten stationiert. Im Siebenjährigen Krieg kam es durch französische Truppen, die Münden 1757 eingenommen hatten, zu Schäden am Schloss, so dass es als Kaserne nicht mehr genutzt werden konnte. Ab etwa 1776 wurde der über viele Jahre leerstehende Schlossbau als Kornspeicher genutzt. 1849 brannte der Südflügel des Schlosses ab. Es handelte sich um einen Fachwerkbau, der nicht wieder aufgebaut wurde.
1861 zogen das Amtsgericht Münden und 1868 Teile der neu gegründeten Königlich Preußischen Forstakademie Hannoversch Münden in den Schlossbau ein. Weitere Verwaltungseinrichtungen folgten, unter anderem das Katasteramt, die Hochbauverwaltung, das Finanzamt und 1898 das Heimatmuseum. Nach dem Zweiten Weltkrieg übernahm das Land Niedersachsen als Rechtsnachfolgerin das Schloss.

### Jüngere Vergangenheit

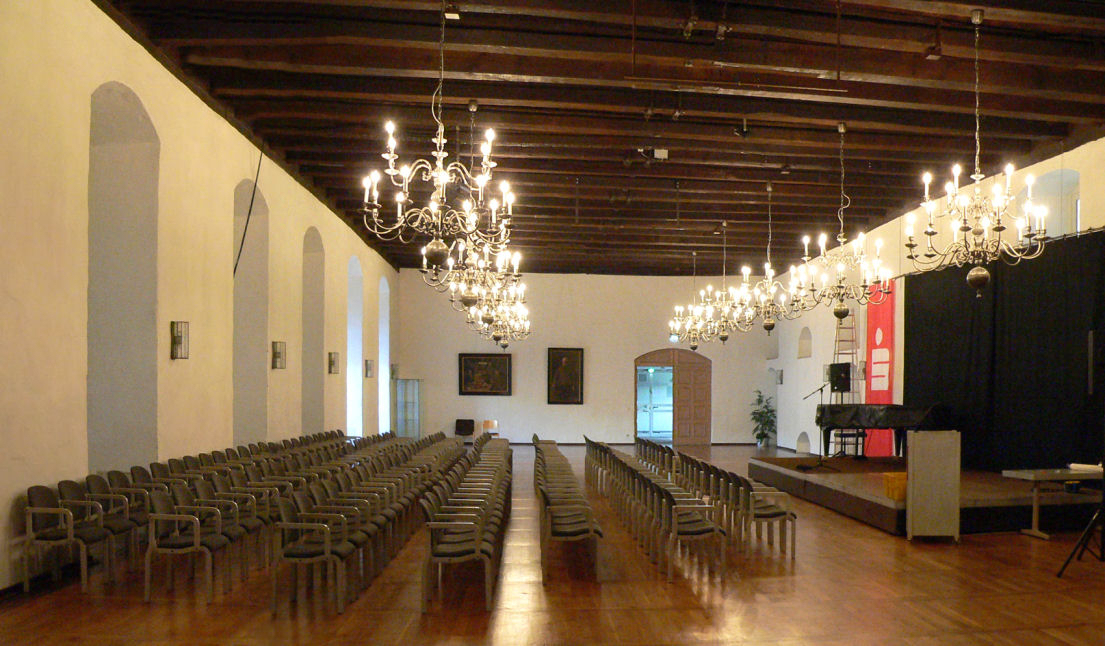
Der Rittersaal in der 3. Etage des Schlosses

Ab 1973 zog das Land Niedersachsen die im Schloss untergebrachten Landeseinrichtungen wegen Zentralisierungen in Folge der niedersächsischen Gebietsreform ab. Danach stand der Schlossbau weitgehend leer und es drohte der Verfall. Da bei der Stadt Hann. Münden Platzbedarf für kulturelle Einrichtungen herrschte, überließ 1980 das Land Niedersachsen der Stadt das Schloss mit einem langfristigen Mietvertrag in eigentumähnlicher Funktion. Zwischen 1981 und 1987 erfolgten für die neue Nutzung des Schlosses unter Beachtung des Denkmalschutzes umfangreiche Baumaßnahmen für mehrere Millionen DM. Dabei wurden aus statischen Gründen die Holzdecken vielfach durch Stahlbetondecken ersetzt. Das Schloss beherbergt seitdem im Ostflügel das Amtsgericht Hann. Münden, im östlichen Teil des Nordflügels das Städtische Museum Hann. Münden und im westlichen Nordflügel die Stadtbücherei (1. Etage), das Stadtarchiv mit dem Lepanto-Saal (2. Etage) sowie den Rittersaal (3. Etage). Der Ritter- und der Lepanto-Saal können auch für öffentliche Veranstaltungen genutzt werden.